# Riviera dei Fiori (trein)
De Riviera dei Fiori is een internationale trein op het traject Milaan - Nice.
De spoorwegen hebben vanaf het begin namen gegeven aan hun treinen. De eerste locomotieven hadden bijvoorbeeld namen als Rocket, Arend en Limmat. Toen het spoorwegnet verder groeide werden ook langeafstandstreinen van namen voorzien, bijvoorbeeld de California Zephyr in de Verenigde Staten en de Oriënt-Express in Europa. Zowel de CIWL als de MITROPA hadden al voor de Tweede Wereldoorlog hun langeafstandstreinen van een naam voorzien. De Riviera dei Fiori is de kuststreek tussen Genua en Ventimiglia die door de trein wordt bediend.

## Intercity
De Riviera dei Fiori reed als intercity IC 345/346 van Basel naar Nice en als IC 343/344 van Nice naar Basel. Onderweg werd gestopt in diverse badplaatsen aan de Riviera dei Fiori. De trein bestond uit Zwitserse rijtuigen van het type EC-90. De Intercity vertrok iets na negen uur 's morgens uit Basel om via Luzern, Arth-Goldau, Bellinzona, Chiasso en Como, Milaan te bereiken en vandaar, volgens ongeveer hetzelfde tijdschema als de latere Eurocity, naar de Riviera del Fiori door te rijden. De terugrit begon om 10:05 uur in Nice en kwam om 20:51 uur aan in Basel. Op 14 december 2005 reed de Riviera dei Fiori voor het laatst ten noorden van Milaan. Vanaf 15 december 2005 werd er gereden als EuroCity, voor de reizigers uit Basel kwam er een nieuwe EuroCity naar Venetië, de EC San Marco met aansluiting in Milaan.

## EuroCity
De Riviera dei Fiori vormde samen met de EuroCity's EC Ligure en de EC San Remo de EuroCity verbinding tussen Milaan en Nice. Deze drie EuroCity's reden met een interval van vier uur, waarbij de Riviera dei Fiori de ochtend rit uit Nice en de "avond" rit uit Milaan voor zijn rekening nam. In Italië waren ze ingepast in een twee-uurs InterCity-plus dienst. Deze intercity's waren net als de EuroCity toeslagplichtig maar reden alleen binnen Italië.
De EuroCity Riviera dei Fiori reed op 13 december 2009 voor het laatst.

### Route en dienstregeling
| EC 159 | land                                  | station                               | km                                    | EC 140 |
| ------ | ------------------------------------- | ------------------------------------- | ------------------------------------- | ------ |
| 15:10  | Italië                                | Milano Centrale                       | 0                                     | 14:50  |
| 15:35  | Italië                                | Pavia                                 |                                       | 14:25  |
| 15:51  | Italië                                | Voghera                               |                                       | 14:06  |
| 16:42  | Italië                                | Genova Piazza Principe                | 151                                   | 13:19  |
| EC 160 | Nummerwijziging bij kopmaken in Genua | Nummerwijziging bij kopmaken in Genua | Nummerwijziging bij kopmaken in Genua | EC 139 |
| 16:55  | Italië                                | Genova Piazza Principe                | 151                                   | 13:06  |
| 17:28  | Italië                                | Savona                                | 194                                   | 12:34  |
| 17:41  | Italië                                | Finale Ligure Marina                  | 217                                   | 12:17  |
| 18:02  | Italië                                | Albenga                               | 235                                   | 12:03  |
| 18:10  | Italië                                | Alassio                               | 241                                   | 11:56  |
| 18:23  | Italië                                | Diano Marina                          | 256                                   | 11:40  |
| 18:32  | Italië                                | Imperia P.M.                          | 263                                   | 11:32  |
| 18:50  | Italië                                | San Remo                              | 286                                   | 11:15  |
| 19:00  | Italië                                | Bordighera                            | 297                                   | 11:05  |
| 19:07  | Italië                                | Ventimiglia                           | 302                                   | 10:56  |
| 19:34  | Frankrijk                             | Menton                                | 312                                   | 10:30  |
| 19:45  | Monaco                                | Monaco Monte-Carlo                    | 321                                   | 10:20  |
| 19:58  | Frankrijk                             | Nice                                  | 337                                   | 10:05  |